# The King and I
The King and I ist ein Musical von Richard Rodgers (Musik) und Oscar Hammerstein II (Text) nach dem Roman Anna und der König von Siam von Margaret Landon, der 1944 erschienen war. Die Broadway-Premiere fand am 29. März 1951 im St. James Theatre in New York statt.

## Handlung
Anna Leonowens, die Witwe eines englischen Offiziers, kommt 1860 als Lehrerin an den Hof des Königs von Siam. Um das schlechte Image der Siamesen ein wenig aufzumöbeln, soll sie Seiner Majestät, dessen 67 Kindern und zahllosen Haupt- und Nebenfrauen die Grundlagen der westlichen Zivilisation beibringen. Schnell stellt die resolute Engländerin, gesegnet mit allen Tugenden und Spleens des glorreichen Empires, den Palast gründlich auf den Kopf und scheut sich auch nicht, dem autoritären König Paroli zu bieten. Als der König von der bevorstehenden Ankunft eines britischen Diplomaten hört, droht der Ernstfall: Damit beim Staatsbankett auch ja niemand aus der Rolle fällt, lässt Anna den Hofstaat kurzerhand nachsitzen, impft den Frauen westliches Benehmen ein und vermittelt den Siamesen en passant auch gleich noch die Vorzüge der konstitutionellen Monarchie, der christlichen Monogamie und der Abschaffung der Sklaverei.

## Hintergrund
Der damals unbekannte Yul Brynner spielte in der Originalproduktion den König, eine Rolle, die er auch in den Wiederaufnahmen von 1977 und 1985 verkörperte. Er selbst meinte, er sei 1951 für die Rolle viel zu jung gewesen, und fand seine eigene Darstellung des Königs in den Wiederaufnahmen daher auch gelungener. Auch in der späteren Verfilmung des Musicals spielte er den König.
Die Lieder des Musicals, darunter „Hello, Young Lovers“, „Shall We Dance“ sowie „Getting to Know You“ und „I Whistle a Happy Tune“, können als Prototyp für Rodgers & Hammersteins späteren großen Musicalerfolg The Sound of Music gesehen werden.

## Verfilmungen
1956 wurde das Musical unter dem Titel Der König und ich verfilmt. Regie führte Walter Lang. Die Hauptrollen spielten Deborah Kerr als Anna und Yul Brynner als König von Siam. Der Film konnte an den Erfolg des Stückes anknüpfen. 1999 kam eine Neuverfilmung des Filmes unter dem Namen Anna und der König in die Kinos. Jodie Foster spielt hier die Rolle der Anna Leonowens.

## Die Stücke
Erster Akt
- Ouverture – Orchester
- I Whistle a Happy Tune – Anna und Louis
- My Lord and Master – Tuptim
- Hello, Young Lovers – Anna
- The March of the Siamese Children – Orchester
- Home Sweet Home (Szene vor dem Vorhang)  – Priester und Kinder
- A Puzzlement – König
- The Royal Bangkok Academy – Anna, Ehefrauen und Kinder
- Getting to Know You – Anna, Ehefrauen und Kinder
- We Kiss in a Shadow – Tuptim und Lun Tha
- A Puzzlement (Wiederholung) – Louis und Prinz Chulalongkorn
- Shall I Tell You What I Think of You? – Anna
- Something Wonderful – Lady Thiang
- Something Wonderful (Wiederholung) – Lady Thiang
- Finale des ersten Akts – König, der gesamte Hofstaat

Zweiter Akt
- Entr'acte – Orchester
- Western People Funny – Lady Thiang und Ehefrauen
- I Have Dreamed – Tuptim und Lun Tha
- Hello, Young Lovers (Wiederholung) – Anna
- The Small House of Uncle Thomas (Ballett) – Tuptim und Ehefrauen
- Song of the King – König
- Shall We Dance? – Anna und König
- I Whistle a Happy Tune (Wiederholung) – Anna

## Auszeichnungen
- 1952: Tony Award – Bestes Musical
- 1996: Tony Award – Beste Wiederaufnahme eines Musicals